# Parmotrema pseudonilgherrense
Parmotrema pseudonilgherrense är en lavart som först beskrevs av Asahina, och fick sitt nu gällande namn av Hale. Parmotrema pseudonilgherrense ingår i släktet Parmotrema och familjen Parmeliaceae.   Inga underarter finns listade i Catalogue of Life.